# Campeonato Argentino de Futebol de 1966
O Campeonato Argentino de Futebol de 1966 foi a trigésima sexta temporada da era profissional da Primeira Divisão do futebol argentino. O certame foi disputado em dois turnos de todos contra todos, entre 6 de março e 6 de dezembro de 1966. O Racing Club sagrou-se campeão argentino, pela décima quinta vez.

## Participantes
| Equipe             | Cidade       |
| ------------------ | ------------ |
| Argentinos Juniors | Buenos Aires |
| Atlanta            | Buenos Aires |
| Banfield           | Banfield     |
| Boca Juniors       | Buenos Aires |
| Chacarita Juniors  | Villa Maipú  |
| Colón              | Santa Fé     |
| Estudiantes        | La Plata     |
| Ferro Carril Oeste | Buenos Aires |
| Gimnasia y Esgrima | La Plata     |
| Huracán            | Buenos Aires |
| Independiente      | Avellaneda   |
| Lanús              | Lanús        |
| Newell's Old Boys  | Rosário      |
| Platense           | Buenos Aires |
| Quilmes            | Quilmes      |
| Racing Club        | Avellaneda   |
| River Plate        | Buenos Aires |
| Rosario Central    | Rosário      |
| San Lorenzo        | Buenos Aires |
| Vélez Sarsfield    | Buenos Aires |

## Classificação final
| Pos | Equipes               | J  | V  | E  | D  | GM | GS | Pts |
| --- | --------------------- | -- | -- | -- | -- | -- | -- | --- |
| 1   | Racing Club           | 38 | 24 | 13 | 1  | 70 | 24 | 61  |
| 2   | River Plate           | 38 | 22 | 12 | 4  | 66 | 26 | 56  |
| 3   | Boca Juniors          | 38 | 17 | 14 | 7  | 51 | 32 | 48  |
| 4   | San Lorenzo           | 38 | 17 | 12 | 9  | 48 | 34 | 46  |
| 5   | Vélez Sarsfield       | 38 | 15 | 16 | 7  | 49 | 38 | 46  |
| 6   | Independiente         | 38 | 14 | 16 | 8  | 54 | 34 | 44  |
| 7   | Estudiantes LP        | 38 | 12 | 17 | 9  | 44 | 37 | 41  |
| 8   | Gimnasia y Esgrima LP | 38 | 13 | 13 | 12 | 49 | 41 | 39  |
| 9   | Argentinos Juniors    | 38 | 14 | 11 | 13 | 40 | 44 | 39  |
| 10  | Atlanta               | 38 | 10 | 18 | 10 | 45 | 39 | 38  |
| 11  | Newell's Old Boys     | 38 | 14 | 10 | 14 | 45 | 51 | 38  |
| 12  | Rosario Central       | 38 | 10 | 17 | 11 | 31 | 30 | 37  |
| 13  | Banfield              | 38 | 13 | 11 | 14 | 45 | 48 | 37  |
| 14  | Lanús                 | 38 | 9  | 13 | 16 | 43 | 55 | 31  |
| 15  | Huracán               | 38 | 10 | 9  | 19 | 41 | 62 | 29  |
| 16  | Colón                 | 38 | 8  | 11 | 19 | 30 | 53 | 27  |
| 17  | Platense              | 38 | 6  | 15 | 17 | 25 | 51 | 27  |
| 18  | Ferro Carril Oeste    | 38 | 9  | 9  | 20 | 37 | 64 | 27  |
| 19  | Quilmes               | 38 | 8  | 10 | 20 | 39 | 59 | 26  |
| 20  | Chacarita Juniors     | 38 | 5  | 13 | 20 | 36 | 66 | 23  |

|  |          |
|  | Campeão. |

## Premiação
| Campeonato Argentino de Futebol de 1966 |
| --------------------------------------- |
| Racing Club Campeão (15° título)        |

## Goleadores
| Jogador | Jogador                    | Gols | Equipe        |
| ------- | -------------------------- | ---- | ------------- |
|         | Luis Artime                | 23   | Independiente |
|         | Jaime Martinoli            | 18   | Racing Club   |
|         | Héctor Rodolfo Veira       | 18   | San Lorenzo   |
|         | Alfredo Rojas              | 17   | Boca Juniors  |
|         | Marcos Conigliaro          | 16   | Estudiantes   |
|         | Juan José "Yaya" Rodríguez | 16   | Racing Club   |